# Darling (EP)
Darling es un EP lanzado gratis por Kylie Minogue junto con la venta de su perfume del mismo nombre; Darling. El EP está compuesto por dos canciones de sus álbum; Loving Days (Body Language) y Burning Up (Fever). Además de tres versiones en vivo de su gira Showgirl: The Greatest Hits Tour; I Believe in You, In Your Eyes y Slow.

## Listado de canciones
1. I Believe in You (En Vivo)
2. In Your Eyes (En Vivo)
3. Slow (En Vivo)
4. Loving Days
5. Burning Up